# Lista uzbrojenia i sprzętu bojowego Wojsk Obrony Terytorialnej
Lista uzbrojenia i sprzętu bojowego używanego przez Wojska Obrony Terytorialnej Sił Zbrojnych RP.

## Broń indywidualna

### Pistolety
| Zdjęcie | Nazwa            | Nabój                | Pochodzenie | Liczba |
| ------- | ---------------- | -------------------- | ----------- | ------ |
|         | Pistolet VIS 100 | 9 × 19 mm Parabellum | Polska      | ~3000  |
|         | Pistolet WIST-94 | 9 × 19 mm Parabellum | Polska      | bd.    |

### Karabinki automatyczne
| Zdjęcie | Nazwa                  | Nabój        | Pochodzenie | Liczba     |
| ------- | ---------------------- | ------------ | ----------- | ---------- |
|         | Karabinek Grot         | 5,56 × 45 mm | Polska      | pow. 34000 |
|         | Karabinek wz. 96 Beryl | 5,56 × 45 mm | Polska      | bd.        |

### Karabiny wyborowe
| Zdjęcie | Nazwa                         | Nabój             | Pochodzenie | Liczba |
| ------- | ----------------------------- | ----------------- | ----------- | ------ |
|         | Karabin wyborowy BOR          | 7,62 × 51 mm NATO | Polska      | ~310   |
|         | Karabin wyborowy SAKO TRG M10 | 7,62 × 51 mm NATO | Finlandia   | 87     |

### Karabiny maszynowe
| Zdjęcie | Nazwa                       | Nabój             | Pochodzenie | Liczba |
| ------- | --------------------------- | ----------------- | ----------- | ------ |
|         | Karabin maszynowy UKM-2000P | 7,62 × 51 mm NATO | Polska      | ~2494  |

## Broń wybuchowa

### Granatniki
| Zdjęcie | Nazwa | Typ                       | Pochodzenie | Liczba |
| ------- | ----- | ------------------------- | ----------- | ------ |
|         | RPG-7 | granatnik przeciwpancerny | ZSRR        | bd.    |

### Moździerze
| Zdjęcie | Nazwa    | Typ       | Pochodzenie | Liczba |
| ------- | -------- | --------- | ----------- | ------ |
|         | LMP-2017 | moździerz | Polska      | 500    |

### Ręczne przeciwpancerne zestawy rakietowe
| Zdjęcie | Nazwa            | Typ                              | Pochodzenie       | Liczba                 |
| ------- | ---------------- | -------------------------------- | ----------------- | ---------------------- |
|         | FGM-148F Javelin | przeciwpancerny pocisk kierowany | Stany Zjednoczone | 60 wyrzutni 180 rakiet |

## Sprzęt ciężki i logistyka
Z tego powodu, że Wojska Obrony Terytorialnej przeznaczone są także do zwalczania klęsk żywiołowych oraz likwidacji ich skutków i prowadzenia akcji poszukiwawczo-ratowniczych wyposażone są także w specjalistyczny sprzęt ratowniczy oraz techniczny, służący do zwalczania skutków klęsk żywiołowych, taki jak m.in. agregaty prądotwórcze, kontenerowe elektrowni polowe KEP-900, maszty oświetleniowe, środki łączności, piły spalinowe, specjalne kombinezony umożliwiające pracę w wodzie oraz sprzęt ochronny. 

### Pojazdy inżynieryjne
| Zdjęcie | Nazwa | Wersja   | Pochodzenie | Typ                 |
| ------- | ----- | -------- | ----------- | ------------------- |
|         | SŁ-34 | SŁ-34C   | Polska      | spycharko-ładowarka |
|         | UMI   | UMI 9.50 | Polska      | spycharko-ładowarka |

### Ciężarówki
| Zdjęcie | Nazwa                 | Pochodzenie | Typ |
| ------- | --------------------- | ----------- | --- |
|         | Jelcz 442.32          | Polska      | samochód ciężarowy                                                                                          |
|         | Jelcz 662             | Polska      | samochód ciężarowy                                                                                          |
|         | Star 266M, Star 266M2 | Polska      | samochód ciężarowy                                                                                          |
|         | Jelcz 862             | Polska      | zestaw samozaładowczy Multilift MK IV, zestaw samozaładowczy Multilift MK IV z żurawiem dużego udźwigu Hiab |
|         | Jelcz P662 CW-10      | Polska      | cysterna wodna                                                                                              |
|         | Star 266              | Polska      | ruchome warsztaty zabezpieczenia technicznego                                                               |

### Samochody terenowe i quady / Samochody użytkowe
| Zdjęcie            | Nazwa                  | Pochodzenie        | Typ                |
| Samochody użytkowe | Samochody użytkowe     | Samochody użytkowe | Samochody użytkowe |
| ------------------ | ---------------------- | ------------------ | ------------------ |
|                    | Ford Ranger XLT        | Stany Zjednoczone  | samochód terenowy  |
|                    | Tarpan Honker          | Polska             | samochód terenowy  |
|                    | Volkswagen Transporter | Niemcy             | samochód użytkowy  |
|                    | Volkswagen Crafter     | Niemcy             | samochód użytkowy  |
| Quady i motocykle  |                        |                    |                    |
|                    | TGB Blade              | Tajwan             | quad               |
|                    | TGB 1000i LT           | Tajwan             | quad               |
|                    | Kawasaki LE 650 Versys | Japonia            | motocykl           |
|                    | Arctic Cat             | Stany Zjednoczone  | quad               |
|                    | Polaris 570            | Stany Zjednoczone  | quad               |
|                    | Polaris Sportsman 800  | Stany Zjednoczone  | quad               |

## Sanitarki
| Zdjęcie | Nazwa               | Pochodzenie    | Typ                                                |
| ------- | ------------------- | -------------- | -------------------------------------------------- |
|         | Tarpan Honker S     | Polska         | Sanitarka na podwoziu nieopancerzonego pojazdu 4×4 |
|         | IVECO Iveco 40-10WM | Włochy/ Polska | Sanitarka na podwoziu nieopancerzonego pojazdu 4×4 |

## Bezzałogowe aparaty latające (UAV)
| Zdjęcie | Nazwa                  | Pochodzenie | Wersja     | Typ                                                 | Liczba                                                                                       |
| ------- | ---------------------- | ----------- | ---------- | --------------------------------------------------- | -------------------------------------------------------------------------------------------- |
|         | FlyEye                 | Polska      | FlyEye 3.0 | bezzałogowy statek powietrzny bliskiego rozpoznania | 18 zestawów (72 dronów)                                                                      |
|         | WB Electronics Warmate | Polska      | Warmate 1  | amunicja krążąca                                    | łącznie 10 zestawów (100 dronów) zakupionych dla WOT, Wojsk Specjalnych i Wojsk Operacyjnych |